# Maria i jo
Maria i jo (en castellà, María y yo) és una novel·la gràfica de Miguel Gallardo de l'any 2007.

## Argument
El còmic narra les vacances de Miguel Gallardo amb la seua filla Maria en Anfi, al sud de Gran Canària. Maria té un trastorn autista i Gallardo explica com conviuen amb la discapacitat.

## Estil
Miguel Gallardo recorre a un estil semblant al d'un esbós, amb tinta roja i negra, que barreja text corregut, historieta i il·lustració. Segons declara el mateix autor, va trobar la inspiració en The ride together de Paul Karasik i Judy Karasik, i en Em dic Júlia.

## Repercussió i premis
Maria i jo va obtenir el Primer Premi Nacional de Catalunya de Còmic i va ser finalista del Premi Nacional del Còmic d'Espanya que finalment va obtenir Arrugues. El mateix Gallardo es va embarcar en la promoció de l'obra i al maig de 2009, va donar una visió còmica d'aquesta tasca en Emotional World Tour, realitzada conjuntament amb Paco Roca.
La Facultat de Psicologia de la Universitat Complutense de Madrid va comprar una gran remesa d'exemplars de l'obra, en reconeixement del seu valor com a anàlisi de l'autisme.
En 2010 es va estrenar un documental homònim basat en el còmic.